# Штейн, Иван Фёдорович
Иван Фёдорович Штейн (?—1837) — деятель русского и украинского театров, антрепренёр, один из основоположников коммерческого театра в провинции.

## Биография
Дата рождения И. Ф. Штейна неизвестна, приблизительно — конец XVIII века. В начале XIX века Штейн приезжает из Силезии в Россию. В 1804—1807 годах — актёр немецких театров Петербурга и Москвы, затем становится антрепренёром. Первую труппу составил из 15 крепостных детей, впоследствии проданных графу С. М. Каменскому, владельцу Орловского театра.
В 1814 году держал антрепризу в Харькове вместе с О. И. Калиновским. В 1816 году в их труппу поступил М. С. Щепкин. Штейн построил в Харькове здание для театра и стал его единоличным антрепренёром. В 1817 году ведущие актёры Штейна (М. С. Щепкин, П. Е. Барсов, И. Ф. Угаров, Т. И. Преженковская и др.) покинули Харьков и организовали театр в Полтаве, однако после его закрытия вернулись к Штейну.
В 1820-е годы в антрепризе Штейна работали 40 актёров, в том числе Л. Ю. Млотковский, Л. И. Млотковская (Острякова), Н. X. Рыбаков, К. Т. Соленик, и 20 оркестрантов — это была самая большая провинциальная труппа. Регулярные спектакли игрались одновременно в Харькове и Курске, театр выезжал на гастроли в Тулу (1823), Одессу (сезон 1827/28), Киев (1830—1834). По талантливости актёров театру Штейна тоже не было равных в провинции. Здесь ставились балеты, мелодрамы, водевили, а также пьесы У. Шекспира, Ф. Шиллера, Мольера, Д. И. Фонвизина, И. П. Котляревского. В 1831 году Штейн первым в провинции (в Киеве) поставил «Горе от ума», обойдя цензурные запреты.
В 1833 году курская труппа Штейна распалась: Л. Ю. Млотковский, Л. И. Млотковская, Н. X. Рыбаков, К. Т. Соленик основали собственную труппу, остальные актёры уехали с Штейном в Харьков. Вскоре антрепренёр прекратил свою деятельность.